# Informacja geograficzna
Informacja geograficzna − informacja o położeniu, geometrycznych własnościach i przestrzennych relacjach obiektów zlokalizowanych w środowisku geograficznym, uzyskiwana w drodze interpretacji danych geograficznych. 
Polska Norma PN-EN-ISO 19101:2005 definiuje ją jako informację dotycząca zjawisk bezpośrednio lub pośrednio powiązanych z położeniem względem Ziemi.